# Sierra de Sant Mateu
La Sierra de Sant Mateu es una alineación montañosa de la Cordillera de Marina, parte de la Cordillera Litoral Catalana. El punto más alto es el Sant Mateu de 500m. 

## Particularidades
La sierra de Sant Mateu es una pequeña sierra que se encuentra dentro del término municipal de Premià de Dalt, Maresme.
Las cumbres de la sierra son el Cerro de Lledó (496 m), el Cerro de en Baldiri (426 m), el Cerro de Pedrells (426 m) y el Cerro de en Casas (381 m).